# Hypericum jovis
Hypericum jovis ist eine Pflanzenart aus der Gattung der Johanniskräuter (Hypericum).

## Merkmale
Hypericum jovis ist ein Zwergstrauch, der Wuchshöhen von 10 bis 60 Zentimeter erreicht. Verzweigungen sind nur unterhalb des vorjährigen Blütenstands vorhanden. Die Blätter sind vierquirlig. Der Kelch weist keine Drüsen auf. Die Kelchblätter sind winzig, am Grund sehr breit und ihre Ränder sind nicht durchscheinend. Die Spitze der Kapsel ist kaum verschmälert. Die Kapsel ist beinahe prismatisch und mit unregelmäßig angeordneten, kleinen, schief gereihten oder sich nicht berührenden Bläschen bedeckt.
Die Blütezeit reicht von April bis Juni.

## Vorkommen
Hypericum jovis ist auf Kreta im Regionalbezirk Iraklio am Giouchtas, am Asteroussia-Gebirge und am Ida-Gebirge endemisch. Die Art wächst in Felsspalten in Höhenlagen von 550 bis 1500 Metern.

## Namenserklärung
Die Artbezeichnung jovis = des Zeus rührt daher, dass beim Vorkommen der Art am Giouchtas das Grab des Zeus sein soll. Das Gebirge dort zeigt ein Gesicht von der Seite und selbst der Name Giouchtas soll von Zeus herstammen.

## Belege
- Ralf Jahn, Peter Schönfelder: Exkursionsflora für Kreta. Mit Beiträgen von Alfred Mayer und Martin Scheuerer. Eugen Ulmer, Stuttgart (Hohenheim) 1995, ISBN 3-8001-3478-0, S. 193.